# I Karnevalstiden
I Karnevalstiden er en dansk stum romantisk komediedramafilm fra 1911 produceret af Nordisk Films Kompagni og instrueret af Eduard Schnedler-Sørensen efter manuskript af J. Rung.
Websitet danskefilm.dk angiver en I. Jung som filmens instruktør.
Filmen blev i tysktalende lande distribueret som Zur Karnevalszeit. 

## Handling
Grosserer Löwe har et godt øje til sekretæren, frk. Vinge. Han inviteres til maskebal, hvor han tror, at han skal mødes med frk. Vinge, men Löwes hustru opsnapper bekskeden og dukker selv op forklædt til maskeballet. Löwe tror, at hustruen er frk. Vinge, og han bliver afsløret af hustruen. Alt ender alligevel godt.

## Medvirkende
- Carl Alstrup - Grosserer Löwel
- Karen Sandberg - frk Vinge, kontordame på Löwels kontor
- Ellen Kornbeck - Fru Löwel
- Emilie Sannom - Mimi
- Carl Schenstrøm
- Svend Bille